# Strung Out
Strung Out és un grup de música punk rock estatunidenc format el 1992 a Simi Valley. És conegut pel seu estil musical, que barreja aspectes del punk rock, hardcore melòdic, rock progressiu i heavy metal per a formar el seu so, que distribueix Fat Wreck Chords. Tècnics i agressius, i així i tot melòdics i emocionals, va emergir com un dels grups més forts i creatius del punk melòdic de la seva escena local.

## Discografia
- Another Day in Paradise (1994)[1]
- Suburban Teenage Wasteland Blues (1996)
- Twisted by Design (1998)
- The Element of Sonic Defiance (2000)
- An American Paradox (2002)
- Live In A Dive: Strung Out (2003)
- Exile In Oblivion (2004)
- Blackhawks Over Los Angeles (2007)
- Agents of the Underground (2009)
- Transmission.Alpha.Delta (2015)
- Songs of Armor and Devotion (2019)[2]
- Dead Rebellion (2024)[3]